# Sonata per a piano núm. 14 (Beethoven)
La Sonata per a piano núm. 14 en do sostingut menor, opus 27 núm. 2, de Ludwig van Beethoven, va ser composta el 1801 i dedicada a la seva alumna la comtessa Giulietta Guicciardi. El sobrenom de Clar de lluna es faria popular després de la mort de Beethoven, sorgint arran d'una comparació que el poeta i crític musical alemany Ludwig Rellstab va realitzar entre el primer moviment de la peça i el clar de lluna del llac de Lucerna.
La composició publicada el març de 1802, el mateix dia que les dues sonates anteriors, va aparèixer amb aquest epígraf: "Sonata quasi una Fantasia per il Clavicémbalo o Piano-Forte, composta e dedicata alla Damigella Contesa Giulietta Guicciardi da Luigi van Beethoven. Opera 27, Número 2. In Viena presso Giov. Cappi". La "damigella" a qui es referia l'anterior dedicatòria era filla del comte Guicciardi, personatge triestí, que a la primavera de 1800 havia estat traslladat a Viena, com a conseller de la Cancelleria de Bohèmia.
La família estava emparentada amb els Brunswick, molt amics de Beethoven, i l'artista aviat va incloure a Giulietta entre els seus aristocràtiques deixebles, no acceptant cap remuneració per les lliçons en les quals es mostrava molt exigent. Al cap d'algun temps, les relacions entre professor i alumna es van convertir en un afecte més càlid, i després d'una carta molt melancòlica escrita a Wegeler, el mestre, li va dirigir una altra en què li deia: "Ara viu més feliç. No podràs mai figurar-te la vida tan sola i trista que he passat en aquests últims temps ... Aquest canvi és obra d'una afectuosa, d'una màgica nena que m'estima i a qui jo estimo". I continua: "Al cap de dos anys he tornat a gaudir de nou alguns instants de felicitat i per primera vegada crec que el matrimoni podria fer-me feliç, però, malauradament, no és ella de la meva posició i no puc pensar a casar-me". Efectivament, en la família de Giulietta hi va haver oposició, i aquella nena de disset anys feble de voluntat o inconstant es va casar molt poc després amb el comte Gilenberg, músic "amateur" que escrivia "ballets" molt mediocres. La ruptura entre Giulietta i Beethoven es va produir immediatament després de publicada la sonata

## Moviments
| Primer moviment |
|                 |
|                 |
|                 |
| Segon moviment  |
|                 |
|                 |
|                 |
| Tercer moviment |
|                 |
|                 |
|                 |

La sonata consta de tres moviments:
1. Adagio sostenuto
2. Allegretto
3. Presto agitato

### Adagio sostenuto
Aquest moviment és lent i tranquil, però sobretot, malenconiós i trist. Els tresets i les tres notes que es repeteixen gairebé totalment en la sonata creen un efecte de misteri i tristesa. Sembla molt més lliure de forma que qualsevol altra de les anteriors sonates de Beethoven, però, aquesta és també la que està més d'acord amb el model habitual de la gran sonata. Els tres moviments estan ben diferenciats (encara que se sol tocar els dos primers sense solució de continuïtat), i estan en la mateixa tonalitat (el re bemoll de l'Allegretto és com una transcripció del do sostingut). El que fa que l'obra sigui a manera d'una fantasia té menys a veure amb la forma dels moviments que amb l'absència de contrastos emocionals dins de cadascun d'ells: en aquest sentit, cap dels moviments, pres en si mateix, constitueix un procés musical complet.
El primer podria qualificar-se de "monotemàtic", o fins i tot de "no temàtic", ja que es desenvolupa gairebé a la manera dels preludis atemàtics de l'època barroca.

### Allegretto
L'Allegretto és també atípic pel que fa als minuets i scherzi de Beethoven, ja que el contrast entre la secció principal i el trio es redueix al mínim. El temps final està escrit en forma sonata. Els moviments inicials de les sonates de Beethoven són sovint brillants, però mai terribles. És "el cant del comiat", que s'esforça en va per somriure, amable graciós, cortès, però el dolor íntim i ocult traeix l'agredolç somriure.

### Presto agitato
El moviment final de Clar de Lluna marxa a un pas terrorífic (Presto agitato), excepte els dos acords en octaves - indicats Adagio - que permeten a l'oient recuperar l'alè abans del violent atac del final Prestissimo. La inspiració patètica arriba aquí al paroxisme. La brillantor i la dificultat d'execució es manifesta àmpliament aquí. Un moviment violent i dolent que es fa cada vegada més fort. Ràpids arpegis, resultat de la transformació dels tresillos del primer moviment, són els que predominen en aquest moviment. La música expressa un sofriment frenètic, delirant, que arriba a la convulsió tràgica, per esclatar en dos secs i fortíssims acords que posen fi a l'ombrívola i dolorosa sonata.